# Orin (Wyoming)
Orin es un lugar designado por el censo ubicado en el condado de Converse en el estado estadounidense de Wyoming. En el año 2010 tenía una población de 46 habitantes.

## Geografía
Orin se encuentra ubicado en las coordenadas 42°38′59.95″N 105°10′57.73″O / 42.6499861, -105.1827028. 